# 曖昧ネットだーりん
「曖昧ネットだーりん」（あいまいネットだーりん）は、小神あきら&白石みのるのシングル。2007年7月25日にLantisから発売された。

## 概要
テレビアニメ『らき☆すた』の関連番組であるラジオ『らっきー☆ちゃんねる』のオープニングテーマとエンディングテーマが収録されている。『らき☆すた』関連のCDとして、『もってけ!セーラーふく』が初登場2位、『ある日のカラオケボックス』が初登場5位と続く中、本作も初登場10位となり、3作連続でのトップ10入りを記録。週間チャートでの最終的な累計売り上げ枚数は20,730枚。
ジャケットには小神あきらと白石みのるが描かれているが、他のソフトウエア同様、白石に彩色が施されていない。

## 収録曲
（全作詞：畑亜貴、作曲・編曲：神前暁）
1. 曖昧ネットだーりん [4:14]
2. こねらぶ☆みっしょん [5:31]
3. 曖昧ネットだーりん（off vocal）
4. こねらぶ☆みっしょん（off vocal）

## 備考
両曲とも今野と白石のアドリブが随所に盛り込まれている。また、詳細未公表ながら、一流ミュージシャンが演奏に参加しているとのこと。なお、ドラマーの宮田繁男（元ORIGINAL LOVE）は自身のブログの中でこの曲に参加したことを明かしている。